# بلمونت نورث، نیو ساوت ولز
بلمونت نورث (به انگلیسی: Belmont North) یک حومه شهر در استرالیا است که در نیو ساوت ولز واقع شده‌است.